# Juan de Palafox y Mendoza
Juan de Palafox y Mendoza (Fitero,24 de junho de 1600 – Burgo de Osma, 1 de outubro de 1659) foi um prelado espanhol da Igreja Católica, que atuou como Vice-Rei da Nova Espanha. Foi beatificado por Bento XVI em 5 de junho de 2011.

## Biografia
Nascido em Fitero, em Navarra, Palafox y Mendoza era o filho natural de Jaime de Palafox Rebolledo y Proxita de Perellós, 2.º marquês de Ariza. Ele foi adotado por uma família de moleiros que lhe deram o nome "Juan", criando-o pelos próximos dez anos. Na sequência, o pai o reconheceu e o levou com ele para educá-lo na Universidade de Alcalá e na Universidade de Salamanca. Em 1626, foi delegado da nobreza nas Cortes de Monzón, e logo depois procurador do Conselho de Guerras e das Índias. Foi ordenado sacerdote, tornando-se capelão de Maria da Áustria, irmã do rei Filipe IV de Espanha, em abril de 1629, pelo bispo de Plasencia, Dom Francisco Hurtado de Mendoza y Ribera. Ele a acompanhou em muitas viagens pela Europa.

## Carreira eclesiástica
Em 3 de outubro de 1639, Filipe IV o nomeou bispo de Puebla, México, e o Papa Urbano VIII confirmou a nomeação. Ele foi consagrado em Madri em 27 de dezembro de 1639, por Dom Agustín Spínola, arcebispo de Santiago de Compostela, tendo como co-sagrantes Dom Juan Alonso y Ocón, bispo de Yucatán e Dom Mauro Diego de Tovar y Valle Maldonado, O.S.B., bispo de Santiago de Caracas. Chegou a Veracruz em 24 de junho de 1640, na companhia do novo vice-rei, Diego López Pacheco Cabrera e Bobadilla, que ele conheceu durante a viagem. Ele também foi nomeado visitador (juiz comissário nomeado pelo soberano) para investigar o trabalho dos dois vice-reis anteriores. Foi bispo de Puebla de 1640 a 1655 e administrador apostólico da Cidade do México de 1642 a 1643.
Palafox era um patrono entusiasta das artes, e foi durante seu governo em Puebla que a cidade se tornou um centro musical para a Nova Espanha. Compositores como Juan Gutierrez de Padilla, maestro di capilla da catedral sob Palafox e o compositor mexicano mais conhecido do século XVII, importaram os mais recentes estilos europeus para o Novo Mundo. Palafox acreditava firmemente na importância da educação em geral. Ele fundou a Biblioteca Palafoxiana em 5 de setembro de 1646, fornecendo-lhe cinco mil volumes de ciência e filosofia, aberta a consultas de qualquer pessoa, razão pela qual é considerada a primeira biblioteca pública estabelecida no México.

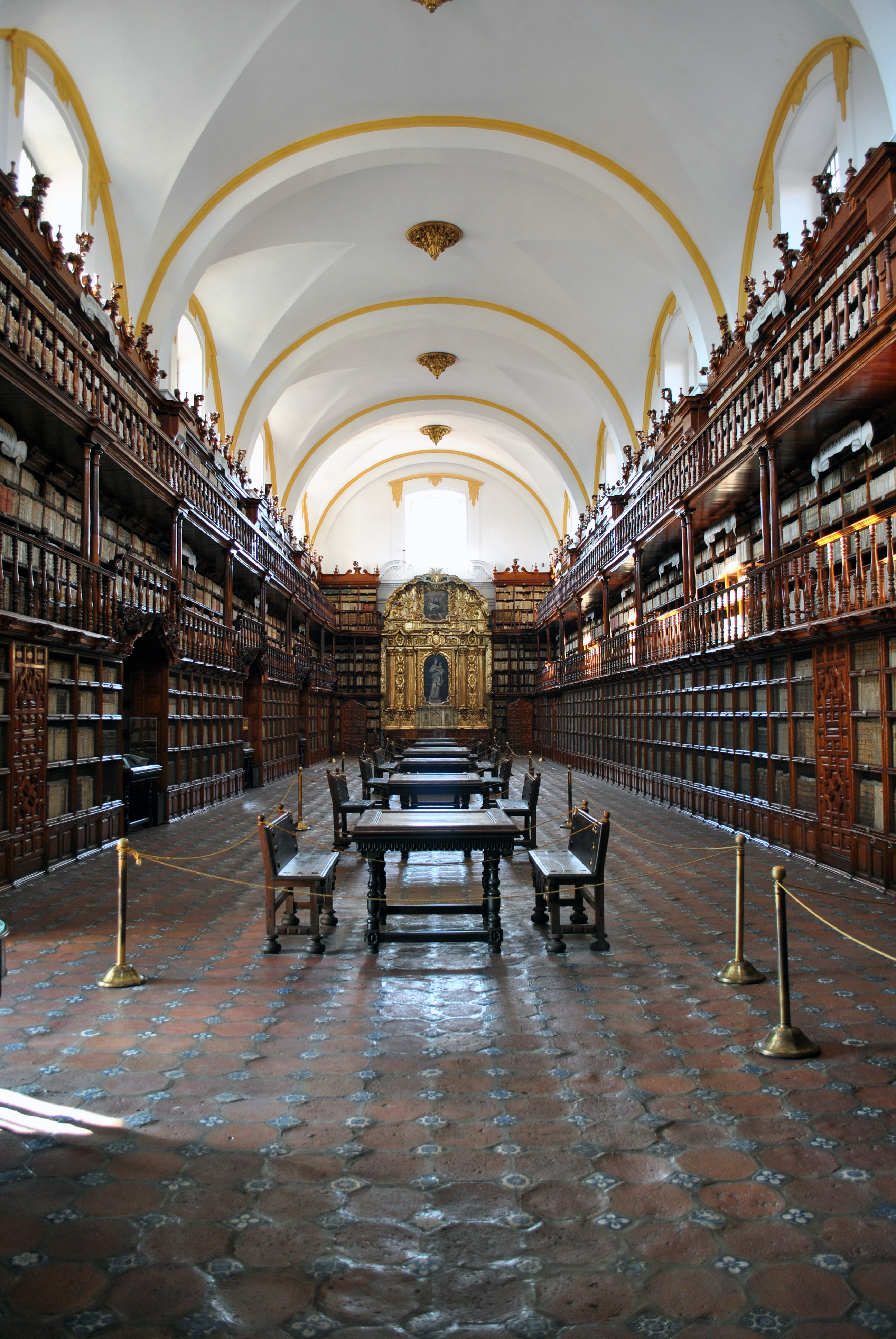
Biblioteca Palafoxiana de Puebla

Fundou o Convento dominicano de Santa Inés, estabeleceu o seminário de San Juan por lei e fundou os colégios de San Pedro e San Pablo. Ele também fundou a escola feminina Purísima Concepción, trabalhando para completar a Catedral, consagrada em 18 de abril de 1649. 
Como bispo, Palafox y Mendoza se destacou por seus esforços para proteger os nativos americanos da crueldade dos espanhóis, proibindo qualquer tipo de conversão religiosa além da persuasão.
Nesta e em outras áreas, ele encontrou hostilidade dos jesuítas. Palafox por duas vezes, em 1647 e 1649, queixou-se formalmente a Roma de seu trabalho. No entanto, o Papa recusou a censura, e tudo o que obteve do Papa Inocêncio X foi um breve (de 14 de maio de 1648), no qual os jesuítas foram ordenados a respeitar a jurisdição episcopal.
Em 1653, o Papa Inocêncio X pôs fim à controvérsia com os jesuítas e o rei Filipe IV o nomeou bispo de Osma, na antiga Castela. Palafox, entre outras coisas, se posicionou contra os jesuítas na controvérsia dos ritos chineses, declarando que a atitude tolerante dos jesuítas em relação aos chineses que, após a conversão ao catolicismo, continuaram a praticar rituais tradicionais de veneração dos antepassados, era herética.
Ele passou seus últimos anos completando alguns de seus escritos e morreu em 1659. Foi enterrado na catedral de Osma, em uma Capela projetada por Juan de Villanueva, deixando por um bom tempo sem uso o túmulo que ele próprio havia erguido na catedral de Puebla de los Ángeles, até ser recepcionado algumas de suas relíquias em 24 de junho de 2011.

## Carreira política
Como visitador geral, o bispo Palafox y Mendoza teve um confronto com o vice-rei Diego López Pacheco Cabrera e Bobadilla em 1642, acusando-o de conspiração com Portugal, na época em revolta contra a Espanha, na Guerra da Restauração. Palafox afirmou ter ordens da Coroa, embora nunca as tenha mostrado.
Ele chegou secretamente à capital e, na noite entre 9 e 10 de junho, apresentou-se em frente à Audiencia, apresentando suas suspeitas. Ele ordenou que os guardas cercassem o palácio do vice-rei. Na manhã seguinte, o vice-rei López Pacheco foi informado de que estava preso e que o bispo havia se tornado arcebispo da Cidade do México e vice-rei da Nova Espanha. Seus pertences foram confiscados e ele foi detido por algum tempo antes de poder voltar à Espanha. Somente aí ele foi absolvido de todas as acusações.
Durante o breve vice-reinado, Palafox promulgou as leis que regem a Universidade, a Audiencia e as profissões jurídicas. Dois membros da Audiencia recusaram suas reformas e, portanto, foram suspensos do cargo. Palafox criou doze empresas de milícias para proteger a colônia da revolução que eclodiu em Portugal e na Catalunha. Realizou um grande Auto de fé, com a execução de 150 hereges e cristãos novos, 50 dos quais eram mercadores portugueses. Ele destruiu as estátuas religiosas pagãs dos índios, trazidas para a capital como um troféu da conquista espanhola.
Foi sucedido como vice-rei por García Sarmiento de Sotomayor em 23 de novembro de 1642, embora tenha mantido o título de visitador.

## Beatificação

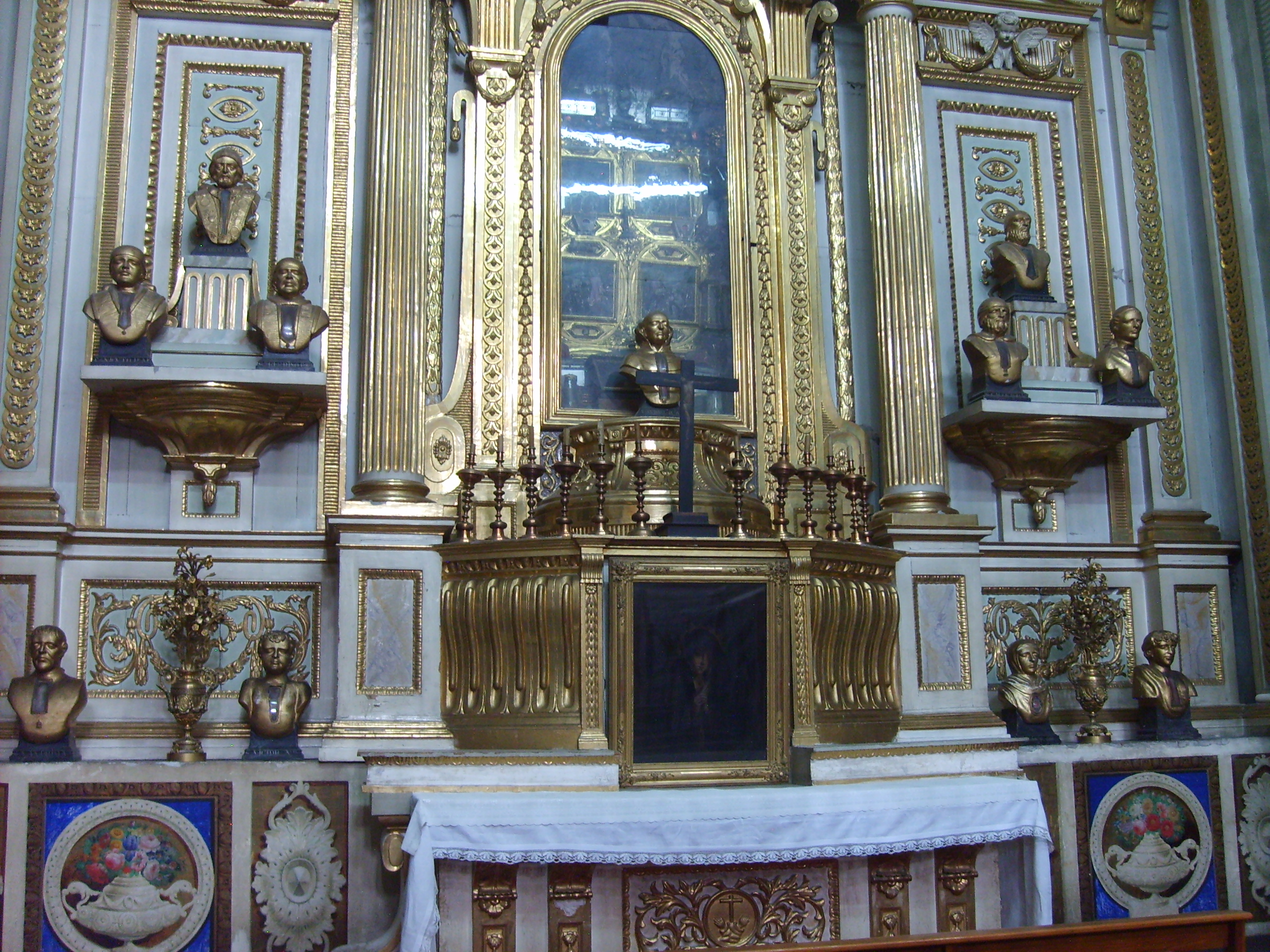
Capela das Relíquias na Catedral de Puebla, onde está enterrado parte das relíquias de Dom Palafoz y Mendoza.

Seu processo de beatificação foi iniciado na diocese de Osma em 1666 e em Puebla de los Ángeles em 1688. O decreto autorizando a introdução da causa em Roma foi assinado pelo Papa Bento XIII em 1726 e o processo continuou sob os pontificados seguintes. Contudo, a invasão francesa de Roma e a captura do Papa Pio VI impediram que a Segunda Congregação Geral ocorresse na análise das virtudes heroicas como Servo de Deus.
A causa foi retomada pelo Papa João Paulo II em 1987. Em 27 de janeiro de 2004, a posição apresentada pela Postulação da causa em 1998 foi aprovada pelos consultores históricos da Congregação para as Causas dos Santos. Em 4 de abril de 2008, o "Congressus Peculiaris super Virtutibus" ocorreu com sucesso positivo e em 2 de dezembro, a Congregação para os Bispos teve a mesma opinião positiva e, em 17 de janeiro de 2009, foi promulgado o Decreto das Virtudes.
Em 26 de fevereiro de 2009, uma consulta médica decidiu favoravelmente a inexplicabilidade da cura do padre de Fuentemolinos, Dom Lucas Fernández de Piñedo, ocorrida em 29 de novembro de 1766 e atribuída à intercessão de Juan de Palafox y Mendonza. O Congresso Peculiar dos Consultores Teólogos emitiu parecer favorável em 27 de junho de 2009 e a Congregação para os Bispos falou por unanimidade a favor do milagre em 8 de fevereiro de 2010. O Papa Bento XVI aprovou a promulgação do Decreto sobre o Milagre no dia 27 de março seguinte. Juan de Palafox y Mendoza foi beatificado em 5 de junho de 2011 em uma cerimônia solene presidida pelo cardeal Angelo Amato e realizada na catedral de El Burgo de Osma.

## Obras
Dentre vasta obra cultural, escreveu alguns livros, como "Libro de las virtudes del indio" de 1653, "Poesías espirituales:antología, "Luz a los vivos y escarmiento en los muertos" e a autobiografia "Vida interior del señor don Juan de Palafox y Mendoza, obispo antes de la Puebla de los Angeles: la qual vida el mismo señor Obispo dexò escrita".